# Битка при Колин
Битката при Колин, състояла се на 18 юни 1757 г., води до победа на 44 000 австрийци водени от граф фон Даун над 32 000 пруси под командването на Фридрих Велики по време на Седемгодишната война. Пруските загуби възлизат на 14 000 души, а австрийците губят 8000 души.

## Обстановка
Фридрих II печели кървава битка срещу Австрия и обсажда Прага. Австрийският маршал фон Даун пристигна твърде късно, за да участва в битката при Прага, но взема под командването си 16 000 войника, които избягват от бойното поле. С тази армия той бавно се придвижва към Прага, карайки пруските войски да се разделят.
Фридрих взима 34 000 от своите хора, за да се изправи срещу Даун. Даун знае, че пруските войски са твърде слаби за да обсадят Прага и да го държат далеч от града в продължение на дълго време (или за да влязат в открит бой с австрийската армия подсилена от Пражкия гарнизон) и заема отбранителна позиция в хълмовете близо до Колин. Той е принуден да атакува австрийците, които чакат в отбрана с 35 160 пехотинци, 18 630 кавалеристи и 154 оръжия. Бойното поле Колин се състои от ронливи склонове.
Планът на Фридрих е да обкръжи австрийското дясното крило с по-голяма част от армията си. По протежение на австрийската линия той държи достатъчно сили, за да се скрие концентрацията върху левия си фланг. Основните пруски сили ще се обърнат на дясно, в посока на австрийците, за да атакуват техния десен фланг. Пруското ляво крило ще има числено преимущество над австрийците. Битката би била решена след победата над австрийския десен фланг.

## Битката
Основната сила на Фридрих се обръща към австрийците твърде рано и атакува отбранителна позиция фронтално, а не в заобикаляйки я. Австрийската хърватска лека пехота играе важна роля в битката. Преследвайки регулярната пруска пехота водена от генералите Христофер Херман фон Манщайн и Йоахим Кристиан фон Тресков, тя ги провокира към преждевременна атака.
Разпръснатите пруски колони провеждат серия от различни атаки, всяка срещу по-многоброен враг. Във втората половина на деня, след пет часа на бойното поле, прусите са дезориентирани и войските на Даун ги отблъскват.
| „                                                                                | Негодници, вечно ли ще живеете? | “ |
| Обръщение на Фридрих Велики към оттеглящите се пруски войски в битката при Колин |                                 |   |

## Резултат
Битката представлява първото поражение на Фридрих в Седемгодишната война и го кара да се откаже от намерението си за поход към Виена и да вдигне обсадата на Прага. Фридрих е принуден да напусне Бохемия.